# Guarania consanguinea
Guarania consanguinea är en insektsart som först beskrevs av William Lucas Distant 1909.  Guarania consanguinea ingår i släktet Guarania och familjen spottstritar. Inga underarter finns listade i Catalogue of Life.